# Удентиньш, Отто
Отто Янович У́дентиньш (Удентынь) (латыш. Otto Ūdentiņš; 19 декабря 1892 года, Лиезерская волость — 22 января 1988 года, Рига) — генерал латвийской армии и генерал-майор советской армии. Профессор Латвийского государственного университета. Единственный латвийский генерал, которому удалось избежать репрессий и продолжить службу в Красной армии.
До 1930 года работал в Армейском штабе латвийской армии (заместитель начальника штаба). Начальник штаба 24-го территориального корпуса Красной армии. С 1941 по 1946 год занимался преподавательской деятельностью в Московской академии Генерального штаба, заведовал военной кафедрой в Латвийском государственном университете. Награждён орденом Лачплесиса и орденом Трёх звезд. Брат Яниса Удентиньша.

## Биография
Отто Удентиньш родился 7 (19) декабря 1892 года в Лезернской волости Венденского уезда Лифляндской губернии в рабочей семье. Лютеранин.
Окончил Балтийскую преподавательскую семинарию (1913) и 2-ю Киевскую школу прапорщиков (1915). Добровольцем вступил в армию. Служил в 171-м пехотном полку, в сентябре 1916 года переведён в 6-й Латышский стрелковый Тукумский полк. Участвовал в Рождественских боях. В 1917 году получил звание поручика. Уволен в январе 1918 года.
В июле 1919 года вступил в латвийские вооружённые силы и с августа 1919 участвовал в сражениях против Бермондта. В мирное время занимал различные руководящие должности в армии и в 1930 году назначен начальником оперативного отдела Генерального штаба. В 1928 году окончил высшие военные курсы. Служил в 3-м Елгавском пехотном полку. Затем был прикомандирован к 5-му Цесисскому полку. С 1935 года — полковник. В 1940 году произведён в чин генерала. Был заместителем начальника штаба Народной армии. 29 декабря 1940 года переаттестован в генерал-майоры. В Красной армии — начальник штаба 24-й территориального корпуса. 
В 1941—1946 гг. занимался преподавательской деятельностью в Академии Генерального штаба. В 1946—1956 гг. — начальник военной кафедры Латвийского государственного университета. 
На пенсии с 1956 года. Похоронен на Лесном кладбище в Риге.
Написал воспоминания о Рождественских боях, которые после его смерти были переданы в Мадонский краеведческий музей.

## Награды
- Орден Святой Анны 4-й степени
- Орден Святой Анны 3-й степени (27 февраля 1917)
- Орден Святого Станислава 3-й степени (4 марта 1917)
- Военный орден Лачплесиса 3-й степени № 1012 (6 сентября 1921) — за бой у Катлакална 14 октября 1919 года
- Орден Трёх звёзд 4-й степени № 1065 (13 ноября 1930)
- Памятный знак освободительной войны в Латвии 1918—1920 (1922)
- Медаль в память 10 лет освободительных боёв в Латвийской Республике (1928)
- Крест Заслуг айзсаргов
- Орден Трёх звёзд 3-й степени № 957 (15 ноября 1935)
- Орден Виестура 2-й степени с мечами № 281 (1939)
- Орден Красной Звезды (4 мая 1945)
- Медаль «За боевые заслуги» (15 ноября 1950)